# Енциклопедија низова целих бројева на мрежи
Онлајн енциклопедија низова целих бројева (ОЕИС) (енгл. On-Line Encyclopedia of Integer Sequences) је интернет база целобројних низова. Базу је креирао и одржавао математичар Нил Слоан (енгл. Neil Sloane) док је радио као истраживач за АТ&Т лабораторију (енгл. AT&T Labs). Године 2009. ОЕИС прелази у власништво новоосноване непрофитне ОЕИС фондације ( енгл. The OEIS Foundation Inc.), коју је основао сам Нил Слоан, а чија је улога прикупљање средстава за подршку и одржавање ОЕИС-а.
Од 22. августа 2015. године ОЕИС садржи више од 260 000 низова, који су од користи и професионалним математичарима и аматерима и представља највећу базу те врсте.
Сваки унос садржи све или неке од следећих података: почетне чланове низа, назив или опис низа, графички приказ, додатне коментаре, формуле, референце или линкове ка литератури, компјутерске програме, музичку репродукцију низа, име особе која је доставила низ, историју уноса.
Нил Слоан је почео са прикупљањем целобројних низова 1965. године као студент завршне године за потребе свог рада из области комбинаторике. Делове своје базе објавио је у следећим књигама:
- (. 1973.  978-0-12-648550-9.), која садржи 2372 низа.
- са Сајмоном Плауфом (енг. Simon Plouffe) (. 1995.  978-0-12-558630-6.), која садржи 5488 низова.

Књиге су биле добро прихваћене нарочито после другог издања, када су математичари почели Слоуна редовно да опскрбљују новим низовима. База прикупљених низова постала је незамислива у форми књиге и када је достигла 16 000 уноса Слоун је одлучио да је постави на интернет, прво као имејл сервис (у августу 1994. године), а убрзо затим као веб сајт (1996. године), а од 1998. године излази и академски часопис Журнал низова целих бројева (енгл. Journal of Integer Sequences). База је наставила да расте у просеку за по 10 000 уноса годишње. Слоан је лично одржавао и уређивао базу скоро 40 година, али почев од 2002. године одбор уредника сарадника и волонтера помаже одржавање базе. Стохиљадити унос низа прослављен је 2004. године.